# La Satanica
La Satanica (ラ・サタニカ?, Ra Satanika) è un manga yaoi di Momoko Tenzen. Pubblicato dall'editore Core Magazine sulla rivista Drap e poi in un unico volume nel 2007, il titolo è stato esportato negli Usa da Digital Manga Publishing nel 2009.
L'autrice ha inoltre pubblicato autonomamente, sotto forma di doujinshi, un unico capitolo intitolato Fluffy Thing.

## Trama
Shuji Mashita e Motoki Matsushima si sono conosciuti al liceo e, sebbene molto diversi, hanno stretto amicizia diventando presto intimi. Il loro legame è molto invidiato soprattutto dalle ragazze dell'istituto che, fan del “principe della scuola” ovvero il popolare Matsushima, chiedono spesso al suo migliore amico di consegnare le loro lettere d'amore al loro idolo.
In realtà a Motoki piace solo Shuji e, data l'ingenuità del ragazzo, non ci vuole molto che anche il diretto interessato ne venga a conoscenza. Da quel momento Mashita inizia deliberatamente a provocare l'amico, cogliendo ogni occasione per lanciargli frecciatine ed allusioni, in un ambiguo gioco del gatto col topo.
Ma sol quando Matsushima ricorre all'aiuto dell'amico comune Natsuki, facendo inavvertitamente ingelosire ed incuriosire Mashita, i due riescono a parlarsi francamente e a dichiararsi l'un l'altro, trasportati dalla stessa passione che li aveva già portati a baciarsi inaspettatamente.
Quando Matsushima chiede però al compagno di fare l'amore, Mashita, fulminato, lo respinge. Questi è infatti come spaventato dall'intimità con un partner, come del resto aveva già capito quando era legato ad Ayako. Solo dopo lunghe riflessioni e confronti e tentativi andati a vuoto, i due riescono ad unirsi; Matsushima, sebbene inizialmente preda di Mashita, finisce per guidare l'amico affinché questi riesca a liberarsi della sua paura e donarsi completamente all'altro.

## Personaggi
Shuji Mashita
Liceale e ragazzo dall'aspetto freddo ed impenetrabile. Difficilmente si apre agli altri e solo alle persone più fidate mostra il suo lato vulnerabile. Legato sentimentalmente un tempo ad Ayako, questa lo lascia perché incapace di andare a letto insieme; da allora Shuji non ha più avuto interessi sentimentali e solo dopo aver scoperto di essere soggetto delle attenzioni di Matsushima, scopre di ricambiare i sentimenti dell'amico.
Motoki Matsushima
Orfano di madre e perciò cresciuto grazie alle cure del padre e della nonna, Motoki è il “principe della scuola”: considerato da molte il ragazzo più carino dell'istituto, ha uno stuolo di ammiratrici che se ne contendono le attenzioni. Le attenzioni di Motoki sono tuttavia rivolte solo all'amico Mashita, cui cerca di piacere in ogni modo: dal crescersi i capelli allo smettere di fumare.
Natsuki
Amico stretto di Mashita, il primo ad intuire i sentimenti di Motoki per Shuji. Deciso a rendere i due una coppia, si offre volentieri per aiutare Matsushita. L'affiatamento tra i due porta presto a scuola a far circolare voci su un possibile rapporto omosessuale tra i due; in realtà Natsuki, accenna velatamente di preferire tra i compagni Shinagawa.
Shinagawa
Ultimo membro del gruppo di amici, Shinagawa è il primo a fare accenni maliziosi ed ammiccanti in materia sessuale e sentimentale quando vi è occasione, eppure nonostante il carattere non privo di malizia rimane sempre all'oscuro delle vicende romantiche all'interno del gruppo.
Chezu
Cane di Mashita, incrocio fra un golden retriever e un labrador.